# Kanonissenstift Lindau

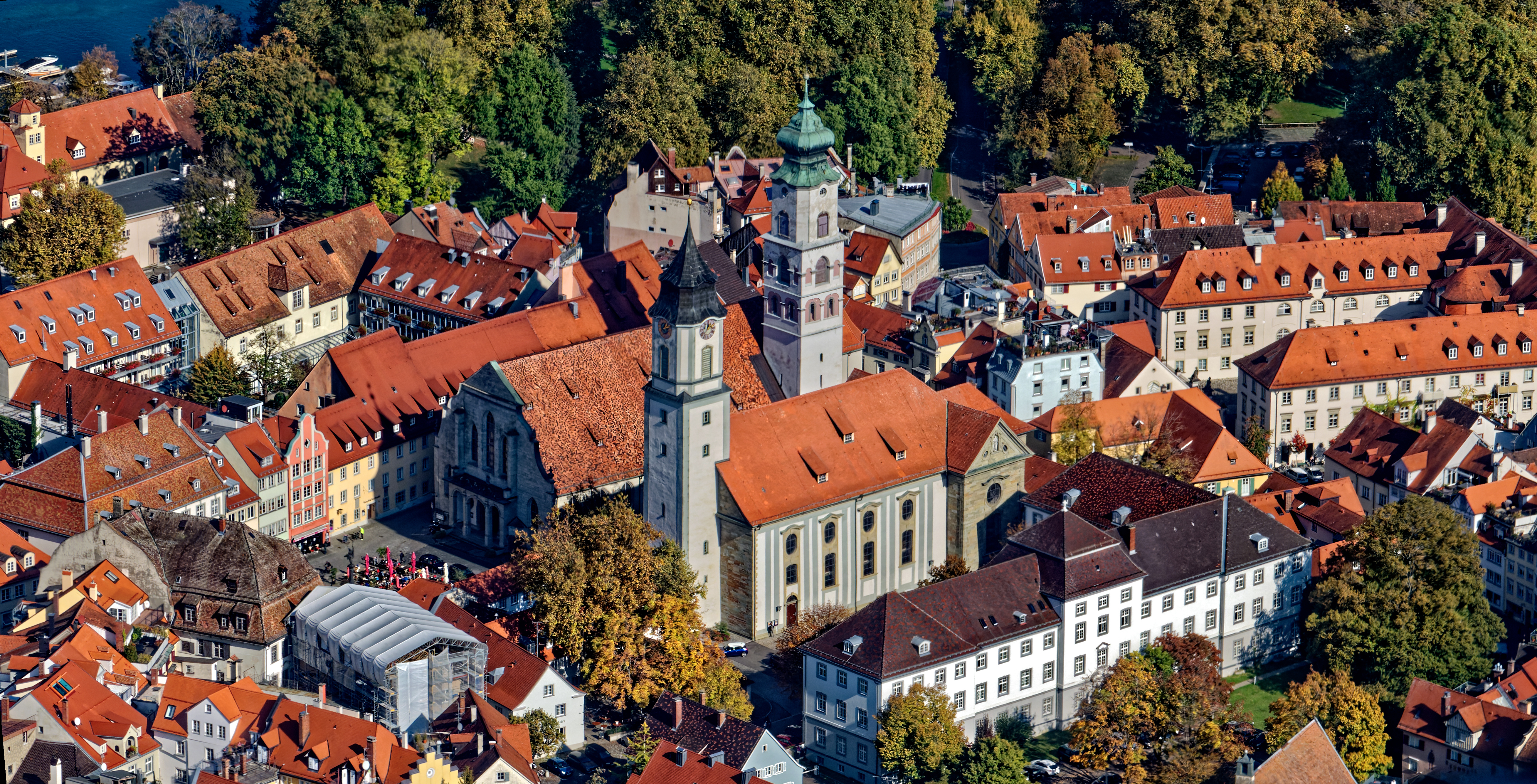
Blick auf das ehemalige Kanonissenstift und die Stiftskirche Lindau

Das Kanonissenstift Lindau ist ein ehemaliges Kanonissenstift in Lindau (Bodensee) in Bayern in der Diözese Augsburg. Dieses Damenstift trug den vollständigen Namen „Unserer Lieben Frau unter den Linden“ und war zeitweise eine Fürstabtei mit allen Rechten eines (souveränen) Fürstentums. Seine Vorsteherin war Fürstäbtissin.

## Geschichte
Das „Unserer Lieben Frau unter den Linden“ geweihte Kloster wurde durch Graf Adelbert von Rätien aus dem Geschlecht der Burchardinger um das Jahr 822, eventuell aber auch schon um 817, gegründet. Es gilt als Urzelle der Stadt Lindau.
Die Stadtgeschichte Lindaus ist sehr eng mit dem Kanonissenstift verbunden, da die Verlegung des Klostermarktes vom Festland (von der Gemeinde Aeschach) auf die Insel um 1079 die ökonomische Grundlage zur Stadtentstehung bildete. Im 15. Jahrhundert erlangte die Äbtissin des Klosters die Würde einer weltlichen Reichsfürstin.
Während die Stadt Lindau 1528 protestantisch wurde, blieb – dank der Unterstützung durch den Kaiser – das Stift bei der katholischen Lehre. Es wurde 1802 im Zuge der Säkularisation aufgelöst. Das Stift fiel an den Fürsten Bretzenheim, der 1804 Lindau gegen Ländereien in Böhmen und Ungarn eintauschte. Im Stiftsgebäude wurde das Landratsamt untergebracht, die 1922 teilweise abgebrannte Stiftskirche als katholische Pfarrkirche genutzt.

## Fürstäbtissinnen
- 1030–1050 Alberada von Urach

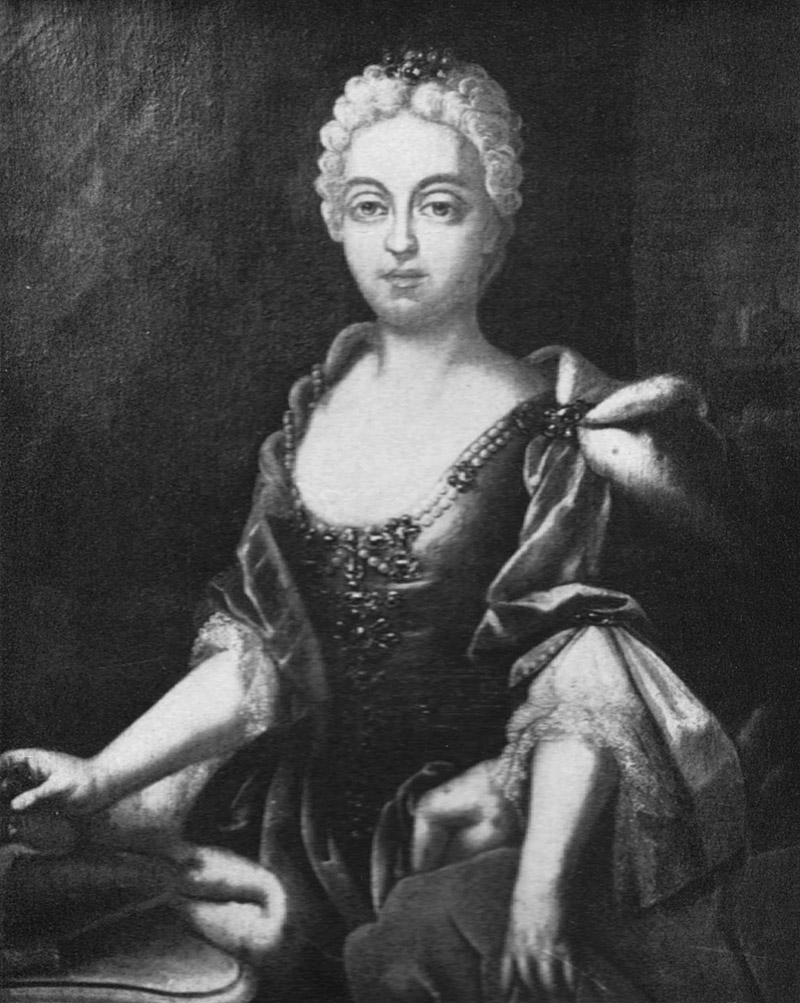
Anna Margaretha von Gemmingen, Fürstäbtissin zu Lindau

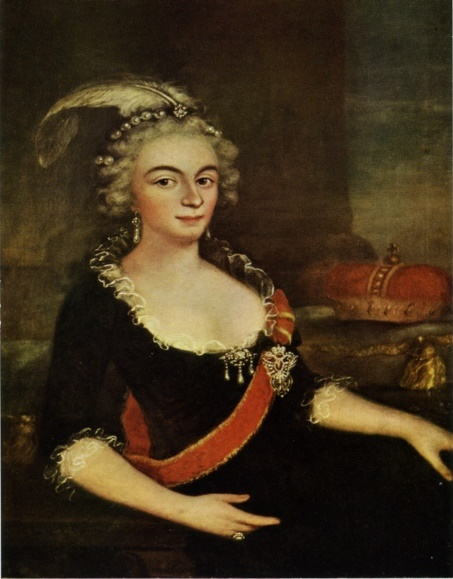
Fürstäbtissin Friederike von Bretzenheim (1790; Künstler unbekannt)

- 1043–1050 Utta (Tuta) von Landenberg, Äbtissin freiweltlicher Damenstift Buchau und Lindau
- Mitte 12. Jh. Udelhild von Spitzenberg
- 1270–? Sigena von Schellenberg
- 1276–? oder um 1250 Guta von Trisun (Jutta von Trysen) unter König Rudolf von Habsburg
- 1347–? Clara I.
- 1360–1364 Katharina I.
- 1364–1390 Agnes von Wolffurt
- 1392–1410 Clara II. von Wolffurt
- 1432–1467 Ursula I. von Sigberg
- 1467–1491 Ursula II. von Prassberg
- 1491–1531 Amalia von Reischach
- 1531–1578 Katharina II. von Bodmann
- 1578–1614 Barbara von der Breiten-Landenberg
- 1614–1634 Susanna von Bubenhofen
- 1634–1676 Anna Christiane Hundbiss von Waltrams
- 1676–1689 Maria Rosina Brymsin von Herblingen
- 1689–1720 Maria Magdalena von Hallwyl (von Herblingen)
- 1720–1730 Maria Franzisca Hundbiss von Waltrams
- 1730–1743 Maria Anna Margaretha von Gemmingen (1711–1771)
- 1743–1757 Therese Wilhelmine von Pollheim-Winkelhausen
- 1757–1771 Maria Anna Margaretha von Gemmingen (1711–1771)
- 1771–1781 Maria Josepha Agatha von Ulm-Langenrhein
- 1782–1796 Friederike von Bretzenheim (1771–1816), war die bekannteste Fürstäbtissin und wurde in der Geschichte des „lieben Augustin“ von H. W. Geißler literarisch bedacht.
- 1797–1800 Maria Anna Franziska Susanna Clara Ferdinanda von Ulm-Langenrhein
- 1800–1803 Vakant